# La Luna (álbum)
La Luna (Do italiano "A Lua") é um álbum gravado pela inglesa soprano Sarah Brightman em 2000. Foi lançada sob a licença da Nemo Studio para a Angel Records. O álbum combina peças escritas de clássicos e modernos compositores.
As peças clássicas são "How Fair This Place" ("Здесь хорошо") de Rachmaninov, "Figlio Perduto", que foi baseado na sinfonia nº 7 de Beethoven, "Solo con te" (Handel), aria "La Luna" da ópera Rusalka.
Com La Luna, Brightman combinou elementos da tradicional escola de ópera com um novo estilo seu de música pop. Também há alguns covers, como Hijo de la Luna e Here with Me.

## Faixas Européias
1. "This Love"
2. "Scarborough Fair"
3. "Figlio Perduto"
4. "La Califfa"
5. "Here With Me"
6. "Serenade"
7. "How Fair This Spot"
8. "Hijo de la Luna"
9. "She Doesn't See Him"
10. "Solo Con Te"
11. "Gloomy Sunday"
12. "La Luna"
13. "First of May (Ao vivo)" Encore Track

- Esta lista européia, que foi a original, está fora de linha. Todas as impressões agora usam as faixam estadunidenses com as versões de "This Love", "Here with Me" e "La Luna" que substituíram as músicas "How Fair This Spot" e "She Doesn't See Him" com "How Fair This Place" e "He Doesn't See Me" na qual têm diferentes sons líricos. "First of May" foi removido totalmente.

## Faixas dos Estados Unidos
1. "La Lune"                     – 2:53
2. "Winter In July"              – 4:32
3. "Scarborough Fair"          – 4:11
4. "Figlio Perduto"              – 4:37
5. "A Whiter Shade Of Pale"  – 3:38
6. "He Doesn't See Me"           – 4:28
7. "Serenade"                    – 1:16
8. "How Fair This Place"         – 2:10
9. "Hijo de la Luna"         – 4:27
10. "Here with Me"            – 5:24
11. "La Califfa"                  – 2:47
12. "This Love"                   – 6:11
13. "Solo Con Te"                 – 3:06
14. "Gloomy Sunday"           – 3:47
15. "La Luna"                     – 7:18

### Músicas Bônus
1. "Moon River" canção escondida que começa a tocas aos 5:16 lls llunana faixa 15, 20 segundos depois do fim de "La Luna".
2. "Heaven Is Here" Barnes & Noble 16ª faixa, com "Moon River" escondida depois desta.

- A versão SACD 5.1 foi lançada pela EMI contendo as canções da versão estadunidense.

## Solos (Singles)
- "Scarborough Fair" (2000)
- "La Luna" (Promo in Brazil) (2000)
- "A Whiter Shade Of Pale" (2001)
- "Here with Me" (Promo EU) (2001)

## Números (Charts)
| Chart (2000)                                                     | Peak Position |
| ---------------------------------------------------------------- | ------------- |
| "Top Álbuns" Canadá                                              | 8             |
| Top 20 no México, categoria internacional                        | 1             |
| Swedish Albums Chart                                             | 3             |
| U.S. Billboard Top 200 álbuns[carece de fontes?]                 | 17            |
| U.S. Billboard Top Classical Crossover Albums[carece de fontes?] | 1             |
| U.S. Billboard Top Internet Álbuns[carece de fontes?]            | 1             |

| Ícone de esboço | Este artigo sobre música é um esboço. Você pode ajudar a Wikipédia expandindo-o. |